# Месхетский хребет
Месхетский хребе́т (груз. მესხეთის ქედი) — горный хребет в Грузии, в северной части Малого Кавказа. Протяжённость с запада на северо-восток — около 240 км. Наибольшая высота — 2850 м (Меписцкаро).
Широко развит карст. На склонах нередки широколиственные и темнохвойные леса, а на высоте более 2000 м субальпийские и альпийские луга, которые в тёплое время года служат превосходными пастбищами.
Является одним из хребтов, по которым проходит водораздел между Чёрным и Каспийским морями.